# 法克定

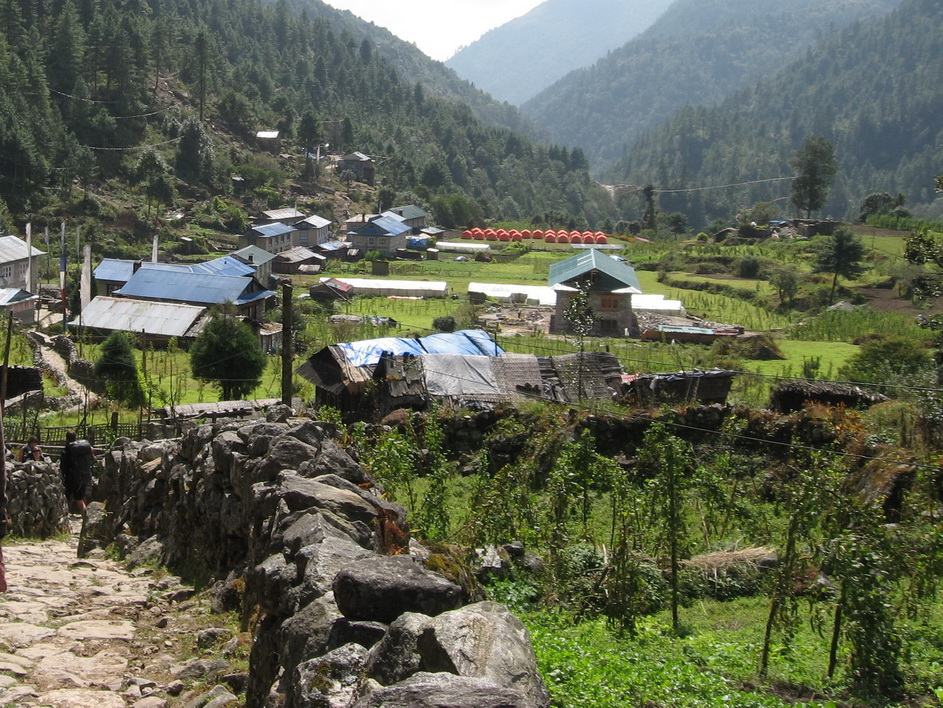
由法克定通往盧克拉的步道一景。

法克定是萨加玛塔专区索卢昆布县的一个城镇。该地海拔2610米，位於都得科西河旁。

法克定 - Phakding
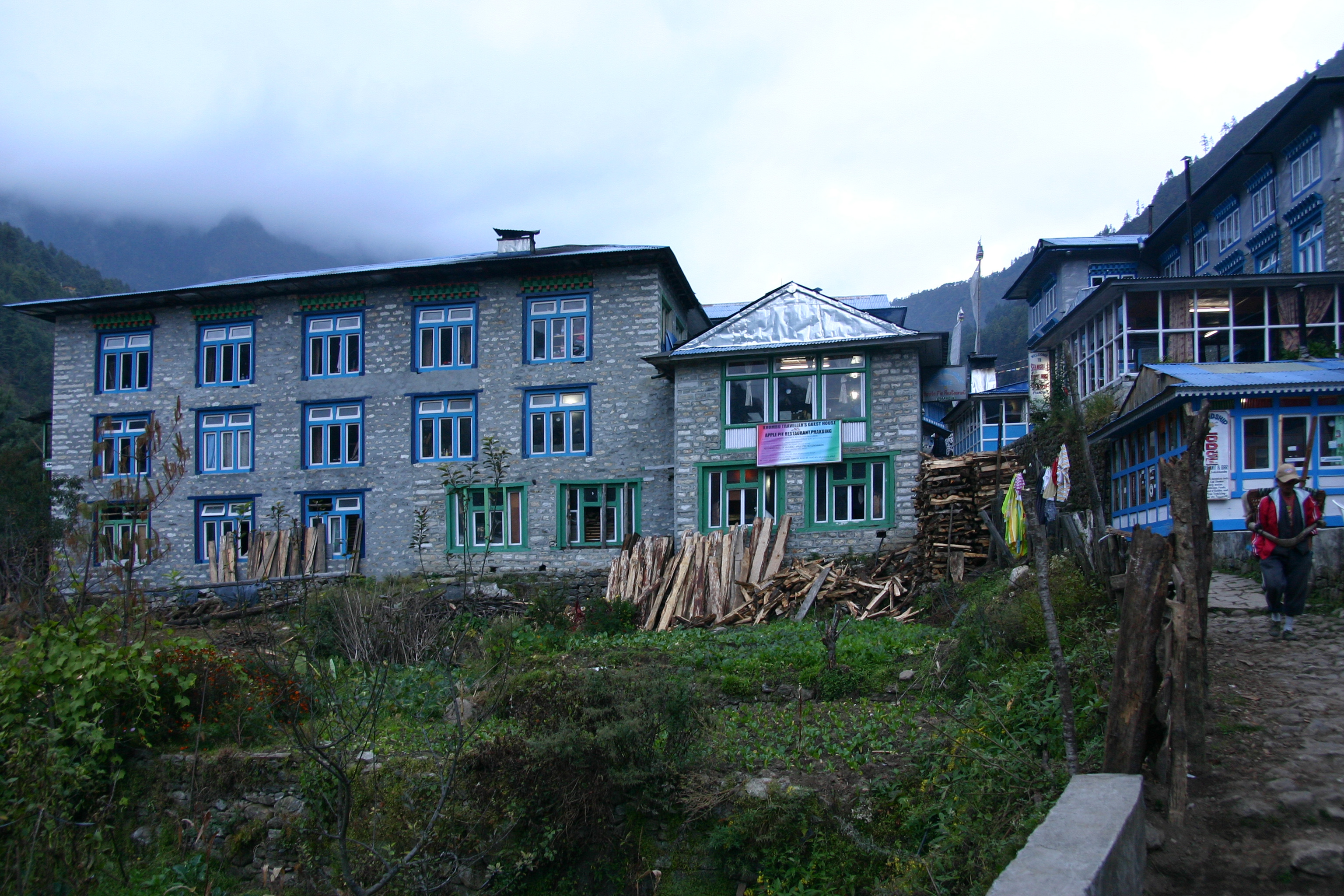
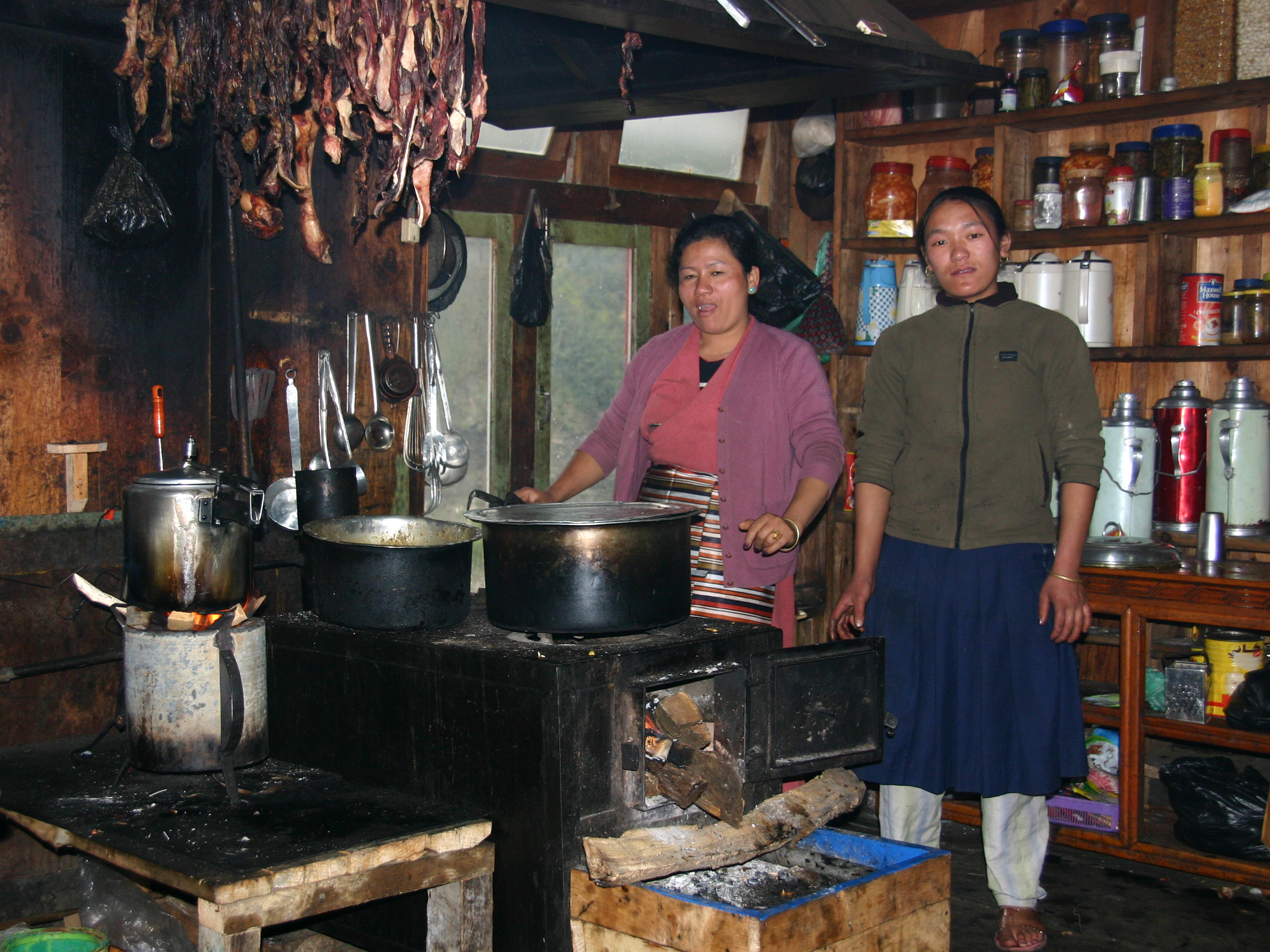
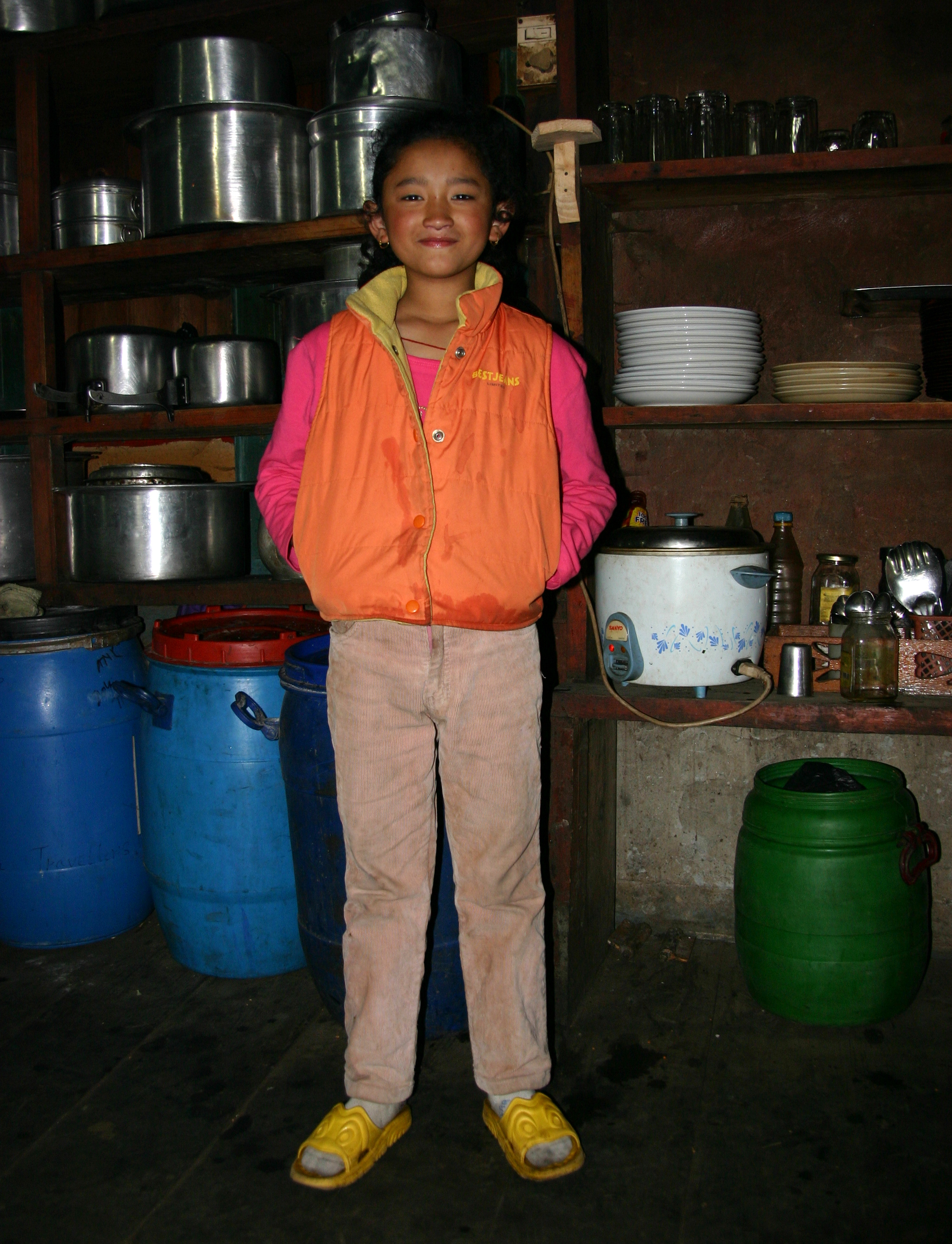
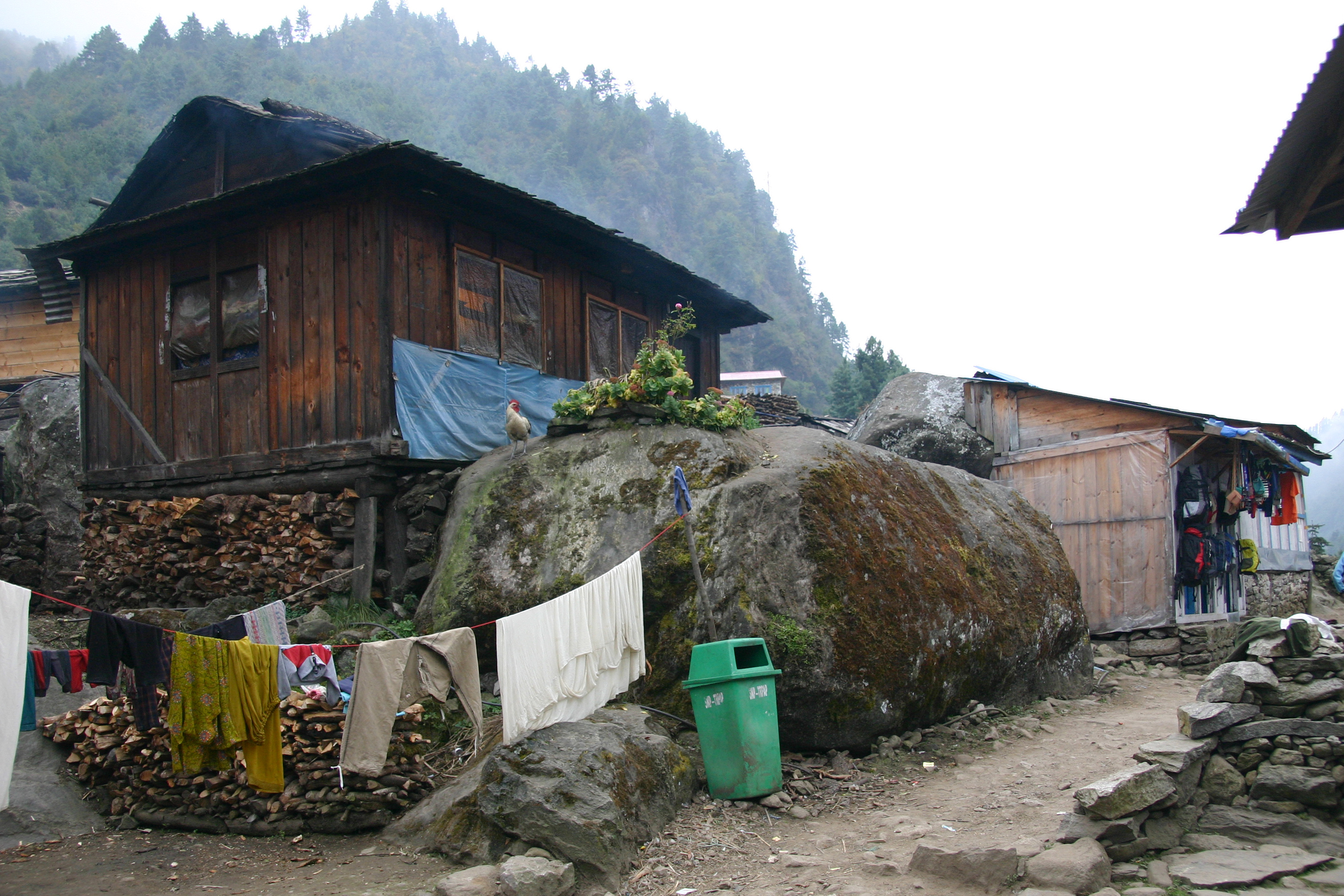
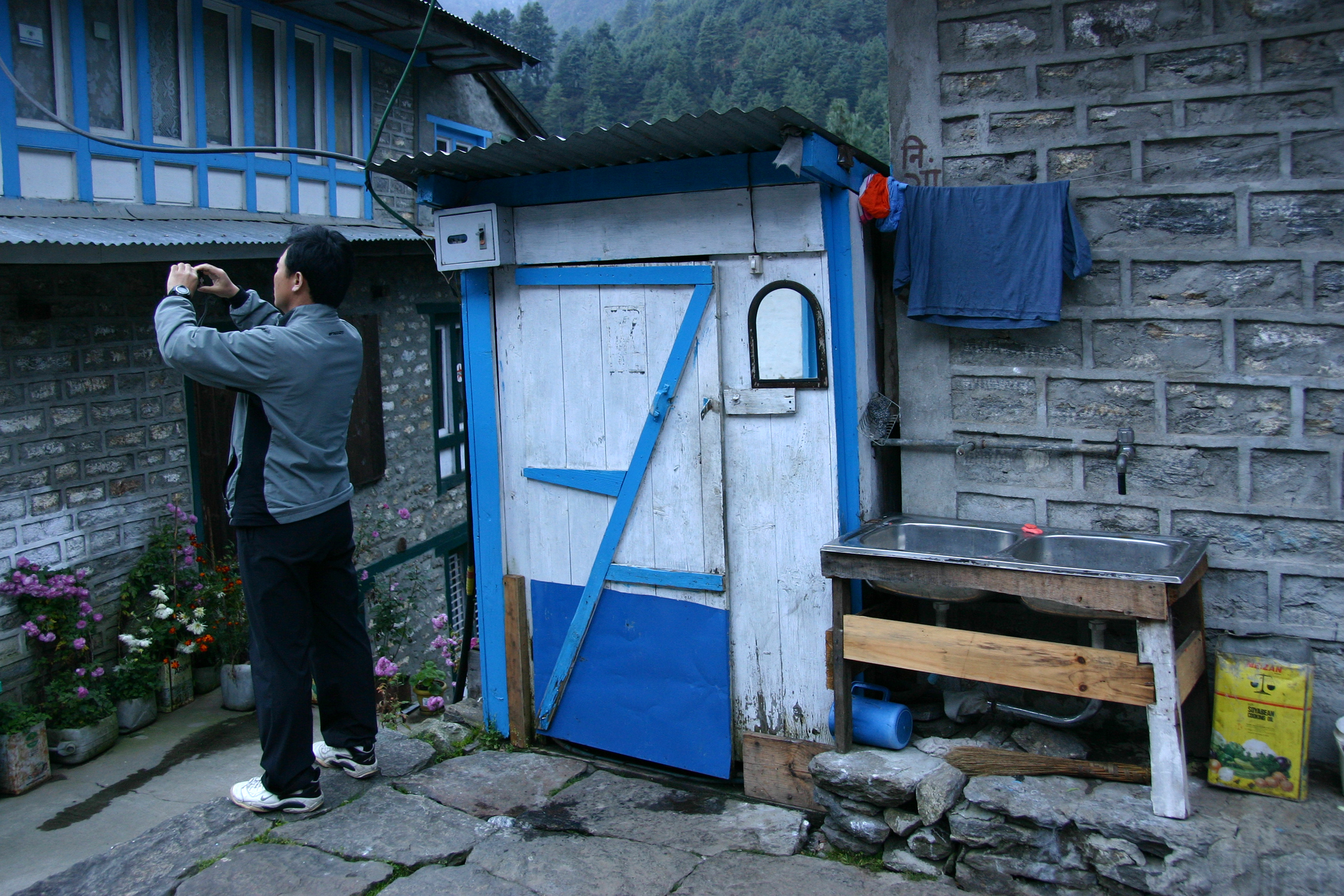
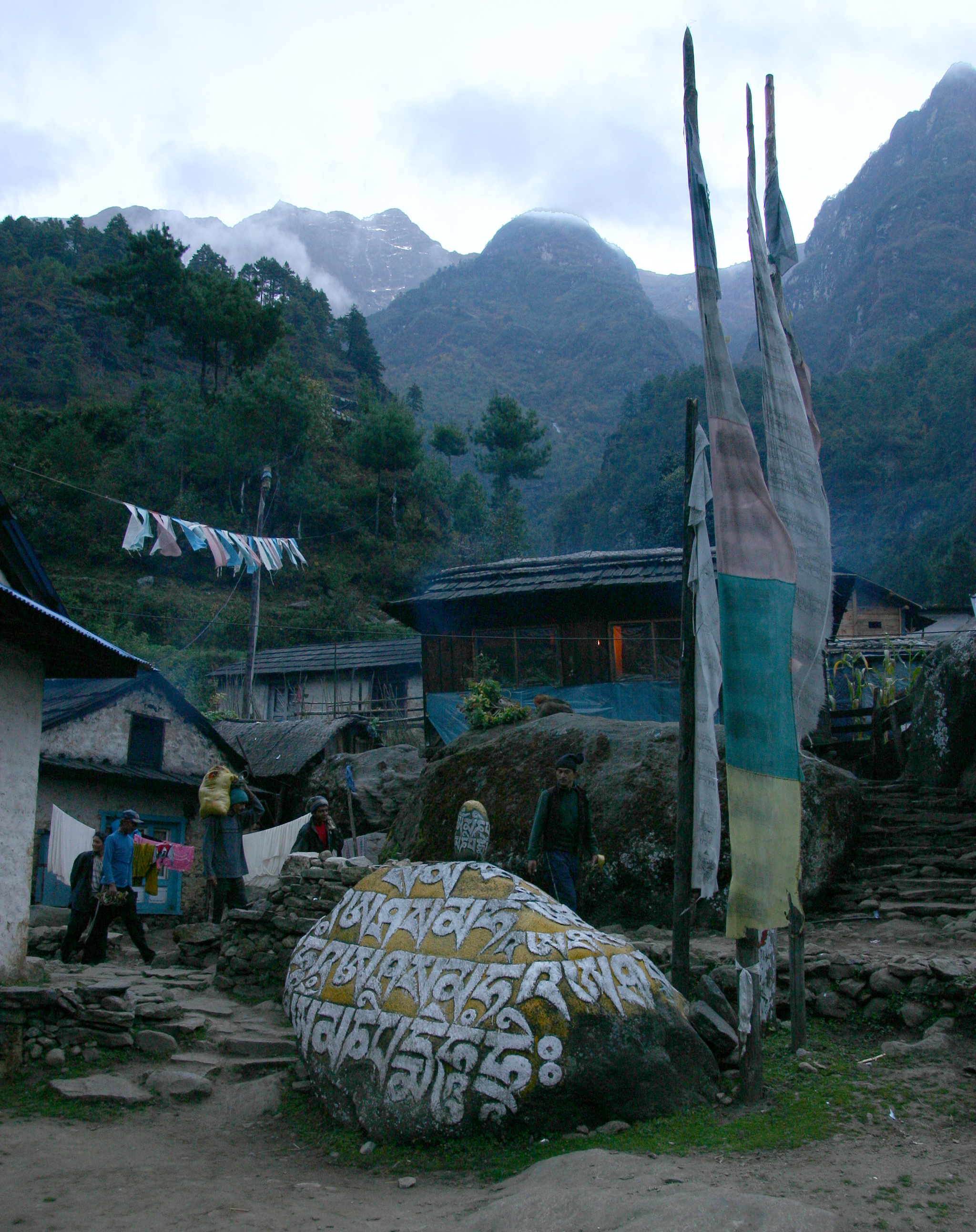
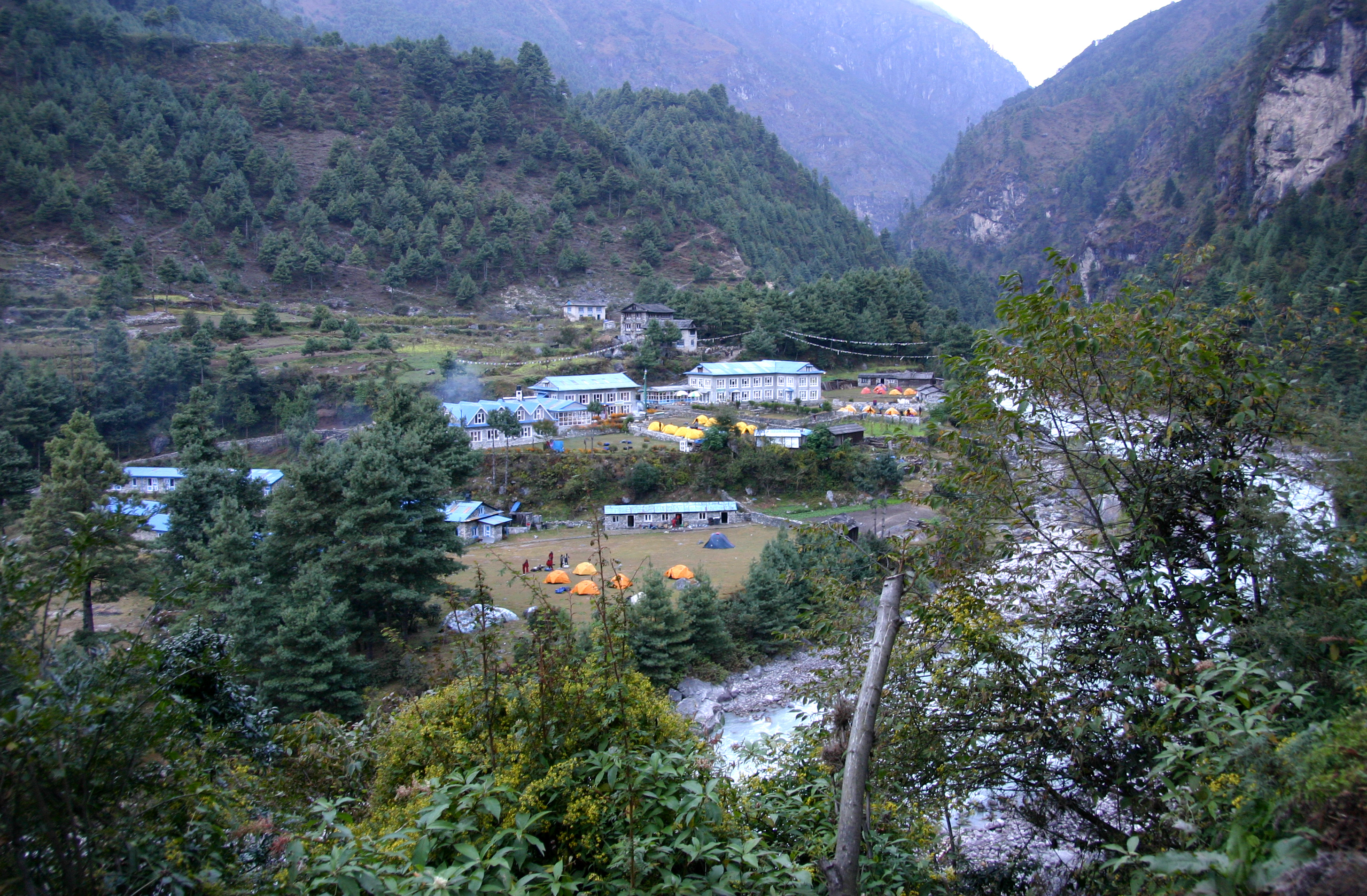